# نيكول جراف
نيكول جراف هي متزلجة فنية سويسرية، ولدت في 7 مايو 1985 في ويل في سويسرا.

## وصلات خارجية
- نيكول جراف على موقع الاتحاد الدولي للتزلج (الإنجليزية)